# Nieuw-Buinen
Nieuw-Buinen est un village dans la commune néerlandaise de Borger-Odoorn, dans la province de Drenthe. Le 1er janvier 2007, le village comptait 5 107 habitants.